# Centrolene sabini
Espèce
Centrolene sabini est une espèce d'amphibiens de la famille des Centrolenidae.

## Répartition
Cette espèce est endémique de la province de Paucartambo dans la région de Cuzco au Pérou. Elle se rencontre dans le parc national de Manú entre 2 750 et 2 800 m d'altitude dans la vallée du río Kosñipata dans la cordillère Orientale.

## Étymologie
Son nom d'espèce lui a été donné en référence à Andrew E. Sabin pour l'intérêt et l'aide qu'il a apportés aux recherches herpétologiques.

## Publication originale
- Catenazzi, von May, Lehr, Gagliardi Urrutia & Guaysamin, 2012 : A new, high-elevation glassfrog (Anura: Centrolenidae) from Manu National Park, southern Peru. Zootaxa, no 3388, p. 56-68.